# Jo Burt
Jo Burt (Birmingham, 28 agosto 1956) è un bassista britannico prevalentemente conosciuto per essere stato membro dei Black Sabbath.
Jo Burt è stato anche un membro fondatore dei Sector 27, insieme a Tom Robinson. Burt appare anche nell'album solista di Freddie Mercury, Mr. Bad Guy. Ha collaborato anche con artisti quali Bob Geldof, e James Reyne.   
Burt continua a scrivere musica e ora vive nel Dorset con la moglie Antonia (un soprano). Burt si esibisce ancora regolarmente nel Regno Unito, in Europa e in Nord America. 
Burt ha pubblicato indipendentemente tre album: Seven Seeds (2012), Indestructible (2015) e Spontaneous (2017).  

## Discografia

### Solista
- 2012 - Seven Seeds
- 2015 - Undestructible
- 2017 - Spontaneus

### Con i Black Sabbath
- 1986 - Seventh Star

### Con i Troggs
- 1975 - Troggs

### Con i Sector 27
- 1980 - Sector 27

### Collaborazioni
- 1985 - Freddie Mercury - Mr. Bad Guy